# Malda (Distrikt)
Der historisch bedeutsame Distrikt Malda oder Distrikt Maldah (Bengali: মালদা জেলা) ist Teil des indischen Bundesstaats Westbengalen. Die Hauptstadt ist English Bazar.

## Geografie
Der vom Mahananda, einem Nebenfluss des Ganges, und weiteren kleinen Flüssen durchflossene Distrikt Malda grenzt im Nordwesten an den Distrikt Purnia in Bihar, im Nordosten an die westbengalischen Distrikte Uttar Dinajpur und Dakshin Dinajpur, im Osten an Bangladesch, im Süden an den Distrikt Murshidabad und im Westen an die Santhal Pargana (Division) des indischen Bundesstaats Jharkhand. Die Grenze nach Westen wird in ihrem ganzen Verlauf vom Ganges gebildet. Die östliche Grenze zu Bangladesch bildet der Fluss Punarbharba. Die durchschnittliche Höhe liegt bei ca. 30 m ü. d. M.; das Klima ist meist schwül und in den Monsunmonaten Mai bis Oktober sehr regenreich.

## Geschichte

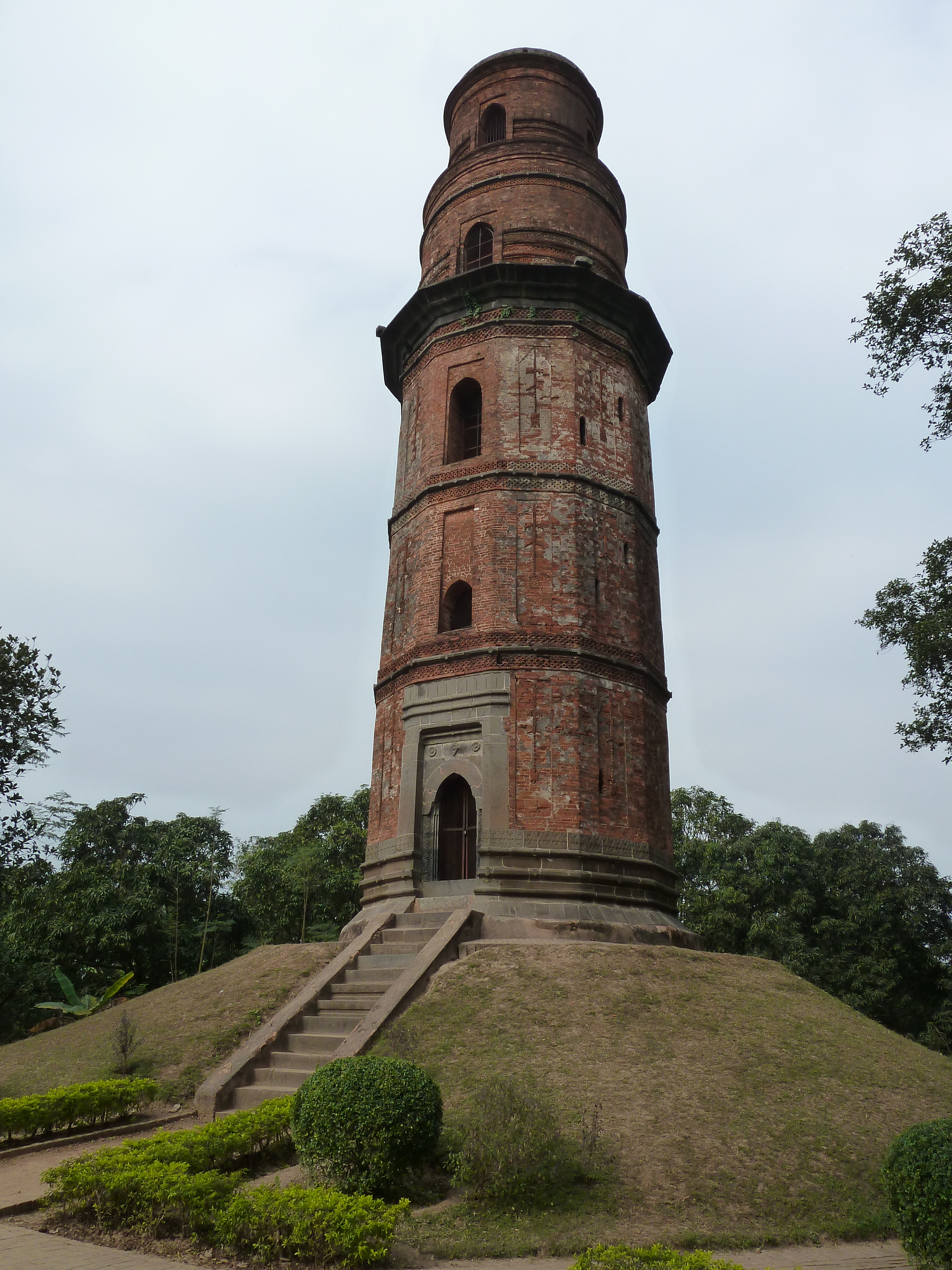
Firoz Minar in Gaur

Die fruchtbaren Gebiete entlang des Ganges haben die Menschen bereits früh zur Sesshaftigkeit veranlasst, doch erst seit dem Mittelalter existieren vereinzelte Quellen, die mit der Ankunft des Islam zahlreicher und verlässlicher werden. Die alte Hauptstadt der Region unter der buddhistischen Pala-Dynastie (um 750–1161) und unter der hinduistischen Sena-Dynastie (um 1070–um 1205) war Gaur. Der muslimische Heerführer Muhammad bin Bakhtiyar Khilji eroberte um 1204/5 große Gebiete in Bengalen, darunter auch die Stadt Gaur; Bengalen wurde Provinz des Sultanats von Delhi. Shamsuddin Ilyas Shah war in der Mitte des 14. Jahrhunderts der Begründer des unabhängigen Sultanats von Bengalen und verlegte die Hauptstadt nach Pandua; sein Sohn Sikander Shah regierte von dort in den Jahren 1358 bis 1390. Im Jahr 1576 geriet Bengalen unter die Kontrolle des Mogulreichs, bzw. von dessen örtlichen Statthaltern (den Nawabs von Bengalen), deren Herrschaft nach der Schlacht bei Plassey 1757 sukzessive von der Britischen Ostindien-Kompanie abgelöst wurde. Die Kompanie richtete hier im Jahr 1813 aus Teilen der Distrikte Purnia, Dinajpur und Rajshahi den Verwaltungsdistrikt Maldah ein. Bis zum Jahr 1876 war Maldah Teil der Division Rajshahi und kam danach zur Division Bhagalpur. 1905, anlässlich der Teilung der Provinz Bengalen, kam der Distrikt erneut zu Rajshahi und verblieb dort bis zur Unabhängigkeit Indiens im Jahr 1947. Bei der Teilung Indiens 1947 war für eine kurze Zeit unklar, ob der Distrikt zu Indien oder zu Ostpakistan kommen würde. Letztlich kam der größere Teil zu Indien, und die Subdivision Nawabganj zu Ostpakistan (heute Bangladesch).

## Bevölkerung

### Einwohnerentwicklung
In den ersten Jahrzehnten des 20. Jahrhunderts wuchs die Bevölkerung relativ langsam. Seit der Unabhängigkeit Indiens hat sich die Bevölkerungszunahme beschleunigt. Während die Bevölkerung in der ersten Hälfte des 20. Jahrhunderts um rund 55 % zunahm, betrug das Wachstum in den fünfzig Jahren zwischen 1961 und 2011 226 %. Die Bevölkerungszunahme zwischen 2001 und 2011 lag bei 21,22 % oder rund 698.000 Menschen.
| Jahr      | 1901    | 1911    | 1921    | 1931    | 1941    | 1951    | 1961      | 1971      | 1981      | 1991      |
| Einwohner | 603.649 | 698.547 | 686.174 | 720.440 | 844.315 | 937.580 | 1.221.923 | 1.612.657 | 2.031.871 | 2.637.032 |

### Größere Orte
Nach dem Zensus 2011 wurden 29 Orte als städtische Siedlungen gezählt. Dazu zählten zwei municipalities (Old Malda und English Bazar) und 27 census towns: Alipur (17.347 Einwohner), Krishnapur (16.470), Bara Suzapur (15.808), Bamangram (13.550), Jagannathpur	(13.454), Silampur (12.664), Milki (12.581), Baliadanga (12.379), Chhota Suzapur (11.216), Karari Chandpur (10.941) und Sonatala (10.589), sowie elf weitere Städte mit mehr als 10.000 Einwohnern. Die Urbanisierungsrate lag bei 13,6 %.

### Soziale Schichtung
Nach der Volkszählung 2011 gehörten 835.430 Personen (20,94 %) zu den scheduled castes (registrierte unterprivilegierte Kasten) und 313.984 Personen (7,87 %) zu den scheduled tribes (registrierte Stammesgemeinschaften und indigene Völker, Adivasi). Zu ihnen gehören in Westbengalen 40 Volksgruppen. Mehr als 5000 Angehörige zählen die Santal (161.991 Personen, 4,06 % der Distriktsbevölkerung), Kisan (92.598, 2,32 %), Oraon (13.232, 0,33 %), Kharwar (10.438, 0,26 %), Kora (7105, 0,18 %) und Munda (6241, 0,16 %).

## Wirtschaft
Der Distrikt ist in hohem Maße landwirtschaftlich orientiert. Angebaut werden hauptsächlich Reis, Weizen, Mangos und Jute. Die Seidenproduktion und -verarbeitung ist von Bedeutung.

## Sehenswürdigkeiten
Die Hauptsehenswürdigkeiten des Distrikts stammen allesamt aus der islamisch dominierten Periode: Es sind dies die Ruinen der um die Mitte des 14. Jahrhunderts erbauten Adina-Moschee sowie die Bauten von Gaur und Pandua.

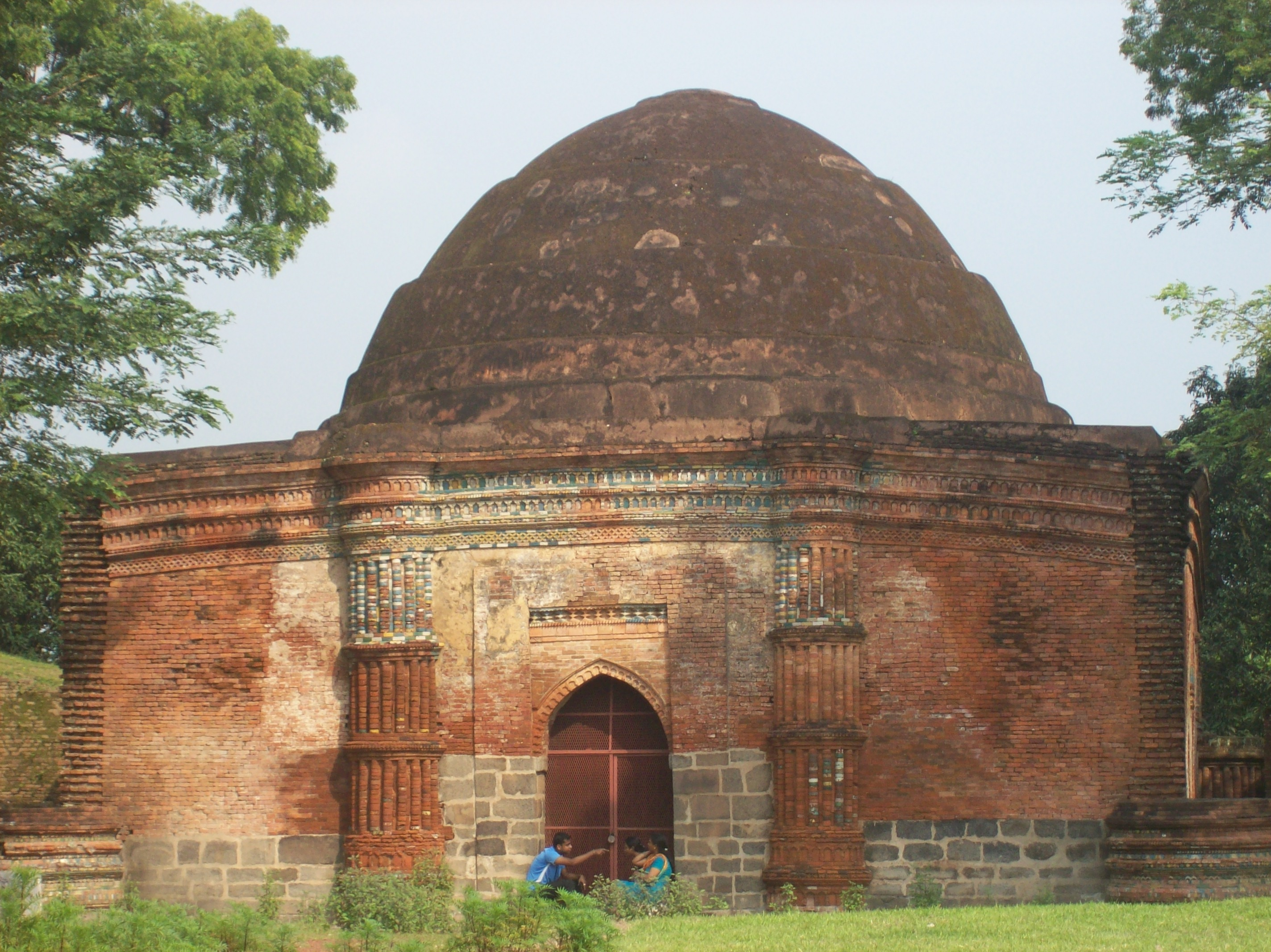
Gaur, Mausoleum (?)
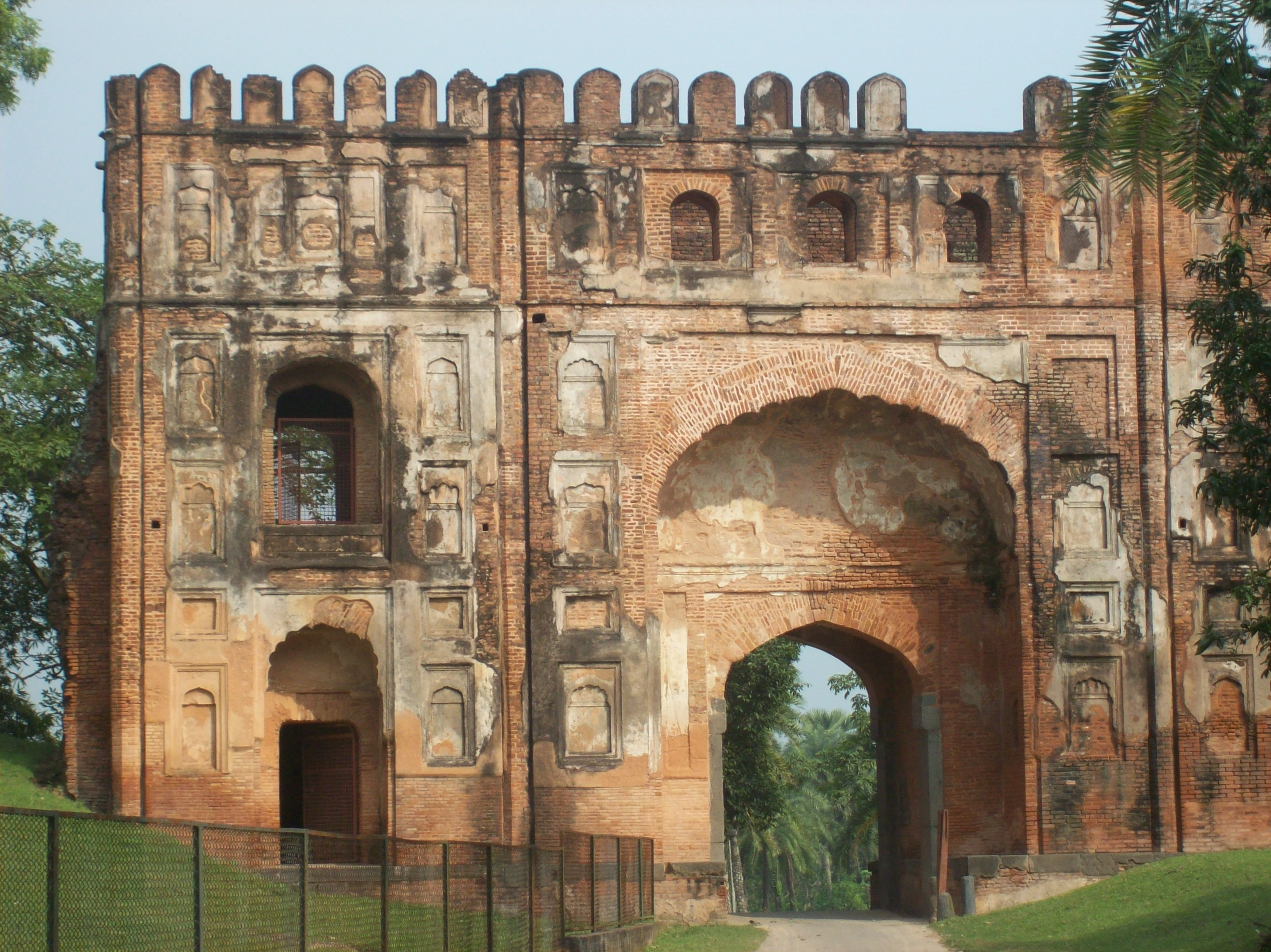
Gaur, Lukachuri-Darwaja
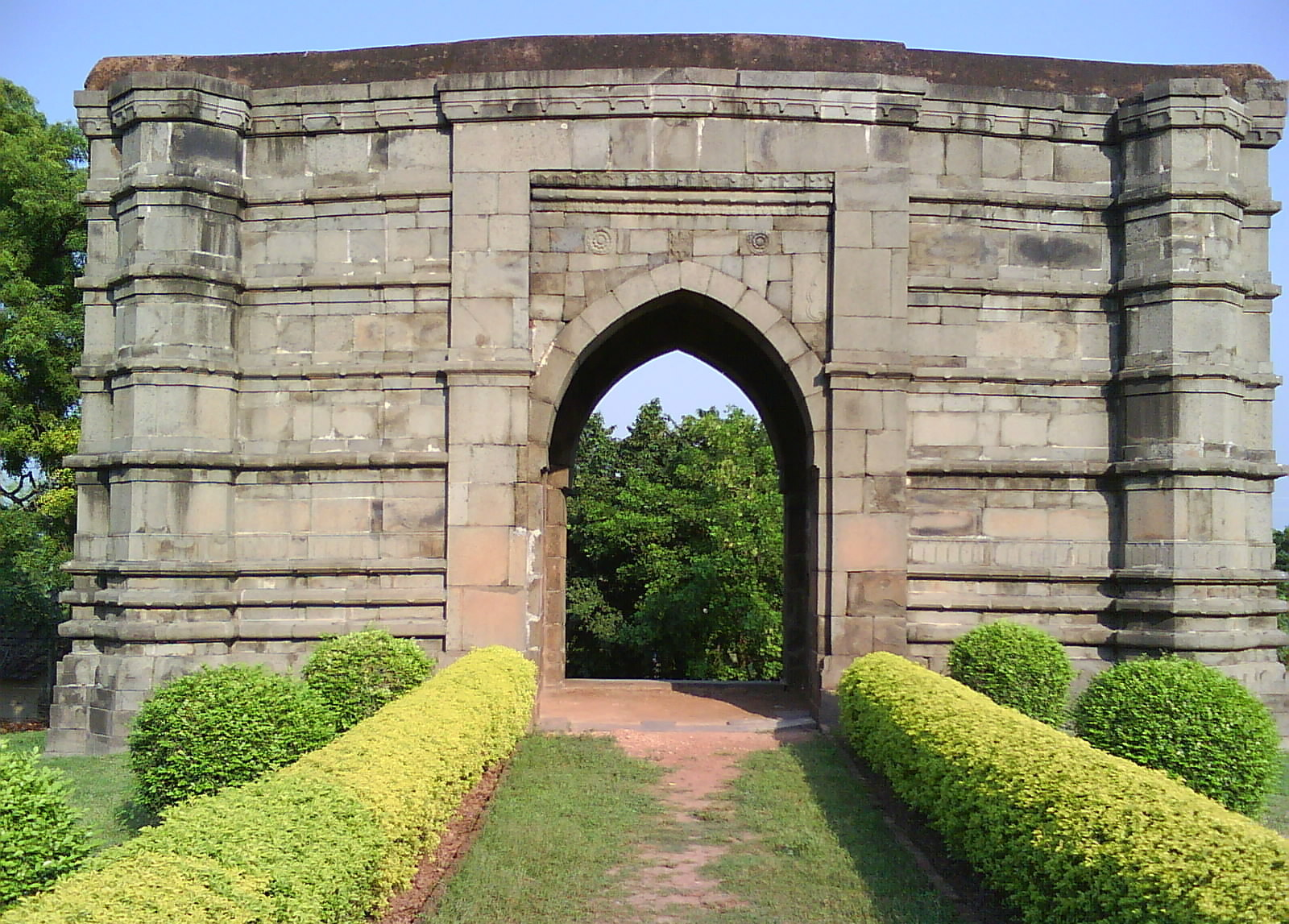
Gaur, Torbau der Baraduari-Masjid
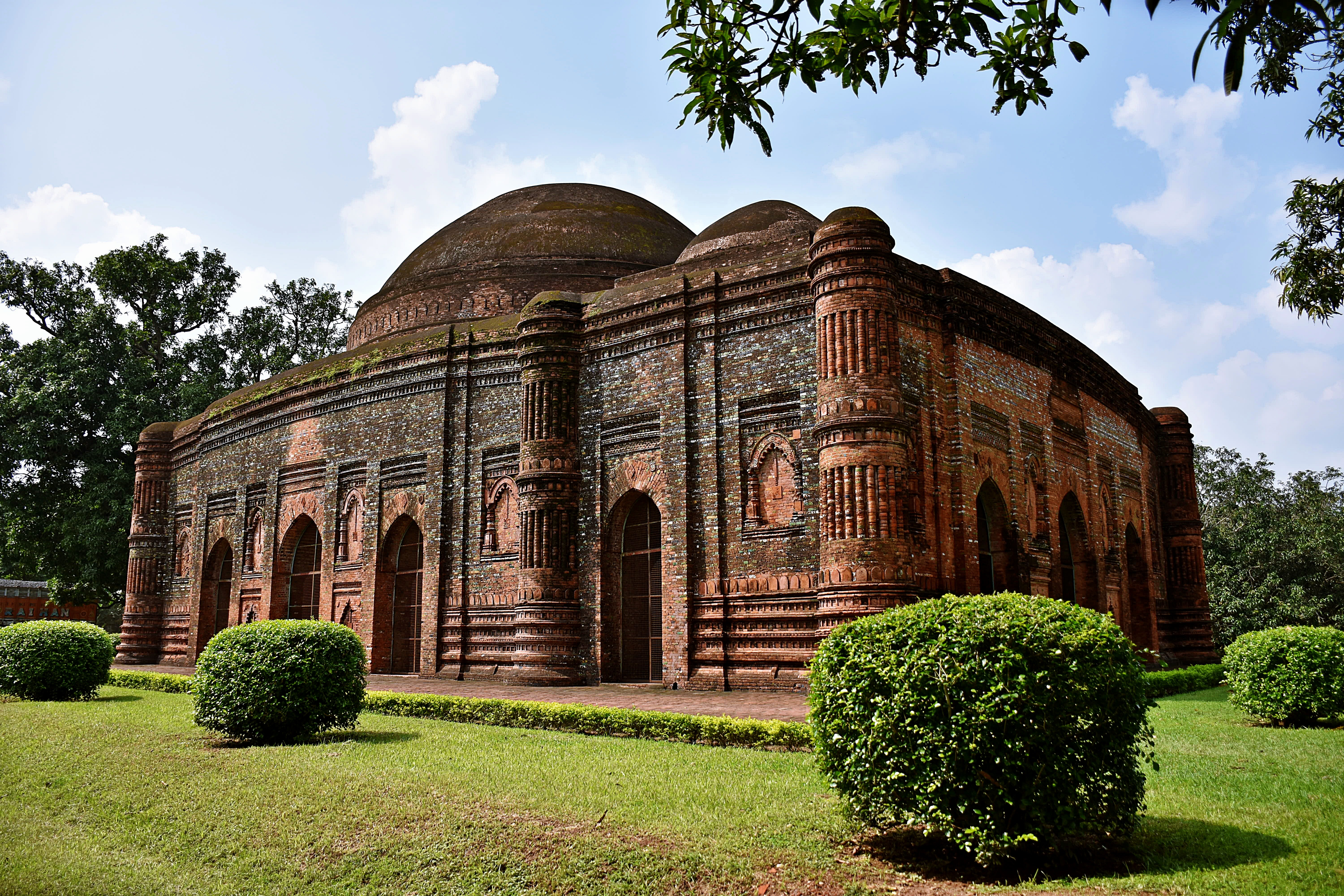
Gaur, Lottan-Masjid
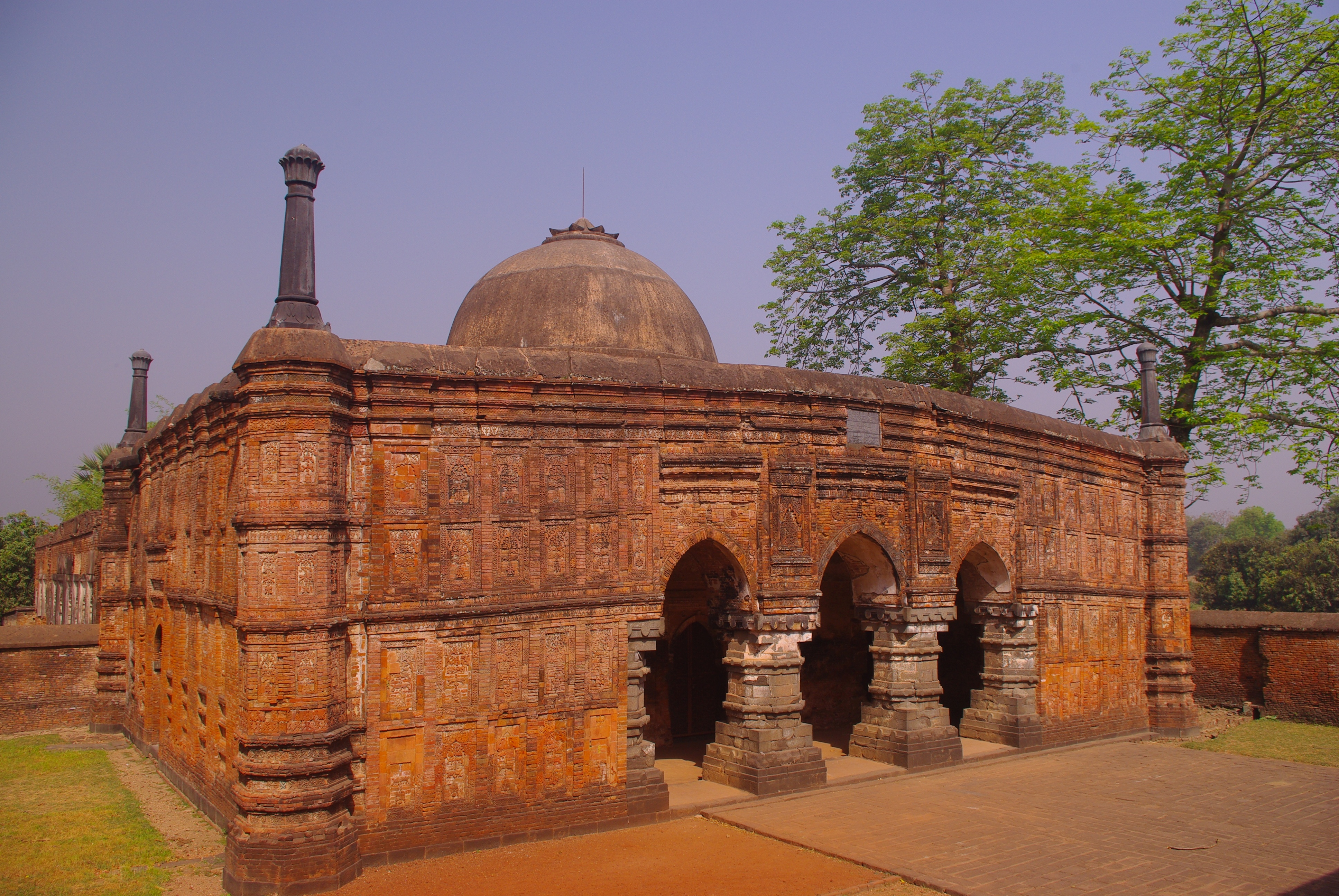
Gaur, Qadam-Rasul-Masjid